# Гобекли Тепе
Гобекли Тепе (тур. ɡøbe̞kli te̞pɛ) је археолошки локалитет неолитског светилишта на брду у југоисточној Анадолији, Турска, 95 км од реке Еуфрат.
Познат је као најстарији пример монументалне архитектуре, настао око 9600. п. н. е – 8200. п. н. е. (Седам миленијума пре Кеопсове пирамиде у Гизи), која је уједно и најстарија верска грађевина на свету.
Највероватније су га подигли ловци-сакупљачи као једно од првих трајних светилишта на свету, а заједно са оближњим, нешто млађим, светиштем Невали Чори, трајно је променио разумевање евроазијског неолита. Наиме, од 1994. године га систематски истражују турски и немачки археолози који су утврдили да је религија, а не искључиво пољопривреда и сточарство како се до тада мислило, била предуслов прелаза из мезолита у неолит.
Археолози са Универзитета Чикаго су 1960-их открили ово подручје, али су га држали за војну предстражу из византијског доба. 1994. године истраживач Немачког археолошког института (ДАИ), Клаус Шмит, је открио велики број комадића кварца и закључио како је на овом месту у прошлим вековима радиле стотине људи, а да велелепне плоче нису византијски гробови него много старије творевине. Следеће године је са својим тимом системским истраживањем открио неколико прстенова камења, а геомагнетским снимањем утврђено је како их има најмање 20, нагомиланих без реда.
Сви кругови су истог облика и начињени од кречњачких стубова у облику џиновских клинова или великих слова Т. Монолити од којих се састоје су изразито велики, а највиши је био висок 5,4 метра и тежио је 16 тона. Њихова површина је украшена разноврсним рељефима животиња (шкорпије, вепрови, лавови, лисице, змије и стилизовани делови људи тако да цео стуб изгледа попут човека с појасом), неки грубо уклесани, а други симболични и прецизно изведени. Монолити су били повезани ниским каменим зидовима, а у средини сваког прстена налазе се два виша ступа чији су тањи крајеви постављени у жлебове усечене у тлу.
Прстенови су сваких неколико деценија били закопавани и на њима су подизани други, мањи и мање софистицирани. Тако је локалитет вековима грађен, затрпаван и поново грађен, да би га на око 8200. п. н. е. становништво потпуно напустило.
Око локалитета нису пронађене насеобине и све упућује да је овај комплекс дело радника које су с дивљачи (чије су бројне кости пронађене) хранили ловци-сакупљачи из удаљених колиба. Према Шмиту, доказ да је група сакупљача хране изградила велики храм је да је организована религија могла настати пре пољопривреде и других видова цивилизације..
Налазиште је УНЕСКО прогласио за део светске културне баштине.